# Harzer Granit

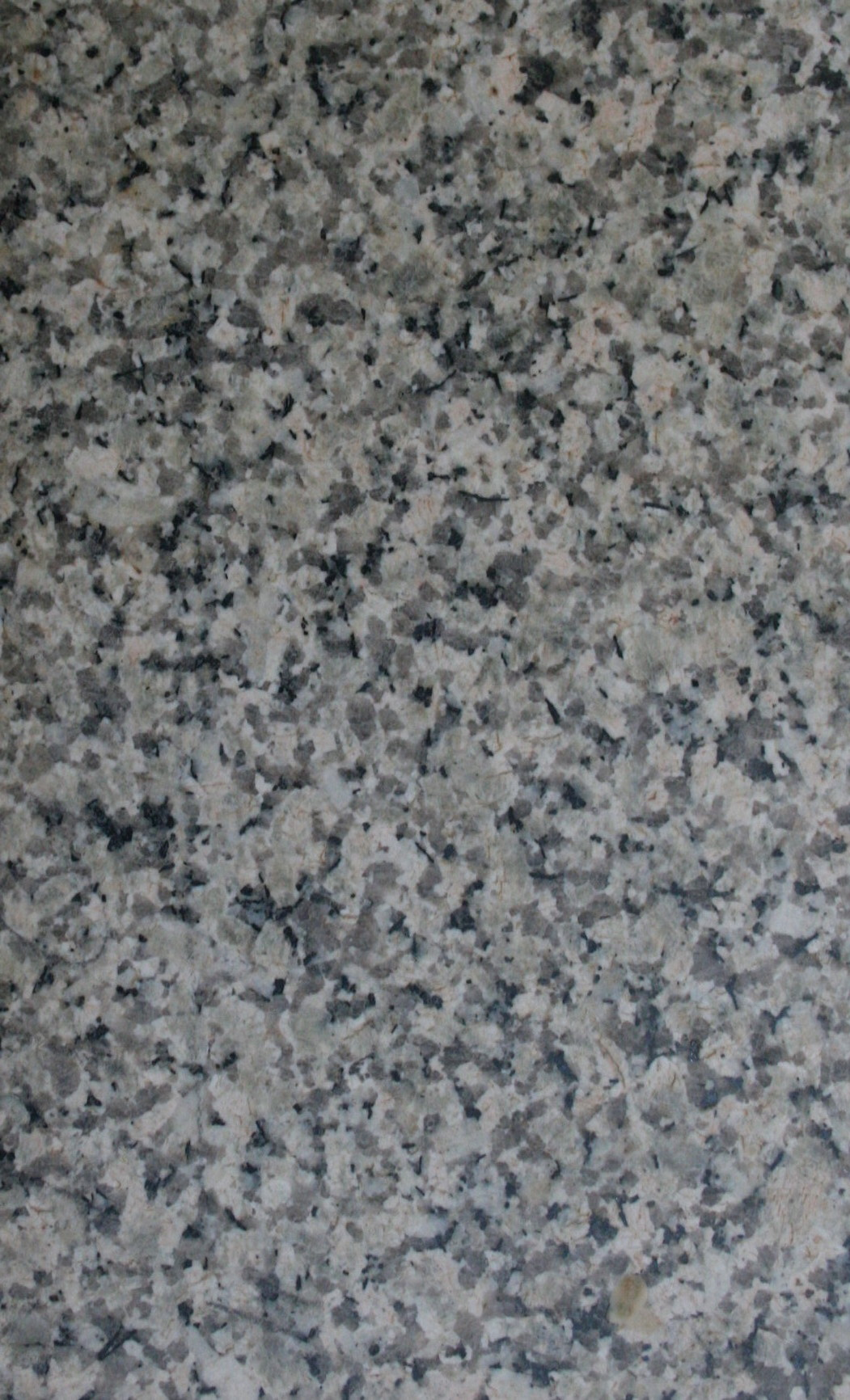
Harzer-Granit vom Typ Birkenkopf-Granit, Mattschliff (Muster ca. 10 cm lang)

Die Harzer Granite lassen sich in fünf Typen unterscheiden, die alle als Naturwerksteine größere Verwendung fanden: Knaupsholz-Granit, Birkenkopf-Granit, Wurmberg-Granit, Königskopf-Granit und Ilsestein-Granit. Die drei erstgenannten Granite haben eine große Verbreitung im norddeutschen Raum, in Belgien und in den Niederlanden, später dann auch in der DDR. Der Knaupsholz-Granit gehörte „lange Zeit zu den wichtigsten Werksteinen der ehemaligen DDR“.

## Geologie
Die Granitplutone des Harzes – Brocken-, Ramberg- und Oker-Pluton – bildeten sich gegen Ende der Variszischen Orogenese im Oberkarbon vor rund 300 Millionen Jahren. Entstanden sind diese Natursteine, als sich in den gefalteten Sediment- und Vulkangesteinen des „Ur-Harzes“, der seinerzeit Teil eines ausgedehnten Faltengebirgssystems war, tief unter der Erde große Magmablasen bildeten und durch unterschiedliche Abkühlungs- und Kristallisationsraten bedingt zu mehreren verschieden gefärbten Granittypen erstarrten. Die Harzer-Granite sind Teil des Brockengranit-Komplexes, der mit einer Ausdehnung von 165 km² der größte Granitkomplex im Harz ist. Das Harzer Gabbro-Vorkommen ist Bestandteil dieses Komplexes, es entstand in der Frühphase des Brocken-Magmatismus aus einem Magma, das einen geringeren SiO2-Gehalt aufwies als die jüngeren Magmen, aus denen die Granite hervorgingen.

## Steinbrüche
Zu den Großbetrieben vor dem Zweiten Weltkrieg im Jahre 1938 zählten die Firma Zureck in Wernigerode (100 bis 110 Beschäftigte) und die Firma Hannoversche Basaltwerke m.b.H. mit ihrer Abteilung Granitsteinbrüche Wernigerode (60 bis 70 Beschäftigte), ferner die Braunlager Granit- und Schotterwerke G.m.b.H. (45 Beschäftigte). Des Weiteren gab es 5 bis 7 Mittel- und 15 bis 17 Kleinbetriebe mit insgesamt etwa 600 Beschäftigten. Die Absatzgebiete waren damals das gesamte Reichsgebiet, Belgien und die Niederlande.
Nach dem Krieg waren 1948 in den Braunlager Granit- und Schotterwerken 30 bis 40 und in einem weiteren Betrieb in Niedersachsen eine unbekannt gebliebene Anzahl Steinbrucharbeiter beschäftigt. Über die in der DDR befindlichen Betriebe liegen keine exakten Zahlen vor. Die in der DDR liegenden Steinbrüche Knaupsholz und Birkenkopf sowie die Betriebsteile der Firma Zureck in Wernigerode wurden am 5. November 1945 enteignet.
Zu Beginn der 1950er Jahre wurden von Sickenberg folgende Steinbrüche im Brockengranitbereich genannt: Eckerloch, Schneeloch, Gebbertsberg, Wurmberg, Hasserode, Wolfklippen, Großer und Kleiner Birkenkopf, Knaupsholz, Ottofels, Neustätter Hau, Forsthaus Plessenburg und „Gelochter Stein“. Im Jahre 1958 wurden auf dem Gebiet der DDR noch acht Steinbrüche betrieben, 1969 jedoch nur noch zwei (Knaupsholz und Birkenkopf).

## Knaupsholz-Granit
VorkommenDer Knaupsholz-Granit wird im Forstort Knaupsholz des Nationalparks Harz zwischen den Wernigeröder Ortsteilen Drei Annen Hohne und Schierke, einen Kilometer östlich des Bahnhofs Schierke in Sachsen-Anhalt, abgebaut. Der Knaupsholz-Granit gehörte zu den wichtigsten Werksteinen der DDR.
MineralbestandDer Knaupsholz-Granit ist graurötlich gefärbt und grobkörnig. Er enthält 33,5 Prozent Quarz, 45,9 Prozent Alkalifeldspat, 15,1 Prozent Plagioklas, 4,8 Prozent Biotit und Chlorit sowie 0,7 Prozent Erzminerale wie Magnetit, Pyrit, Hämatit und 0,7 Akzessorien. Die Alkalifeldspatkristalle können bis zu 18 mm groß sein.

## Birkenkopf-Granit
VorkommenDer Birkenkopf-Granit wurde am Großen Birkenkopf südlich von Wernigerode-Hasserode abgebaut. Er ist ein mittelkörniger Granit mit einer bläulich-grauen Farbe. Im Steinbruch konnten 30 bis 40 Prozent Rohblöcke für Sägearbeiten und 50 Prozent verwertbarer Gesteinsschutt gewonnen werden. Der Steinbruch ist nicht mehr im Abbau.
MineralbestandDer Birkenkopf-Granit enthält 31,3 Prozent Quarz, 42,6 Prozent Alkalifeldspat, 20,4 Prozent Plagioklas, 5,4 Prozent Biotit und Chlorit sowie 0,3 Prozent Erzminerale wie Magnetit, Pyrit, Hämatit.

## Wurmberg-Granit

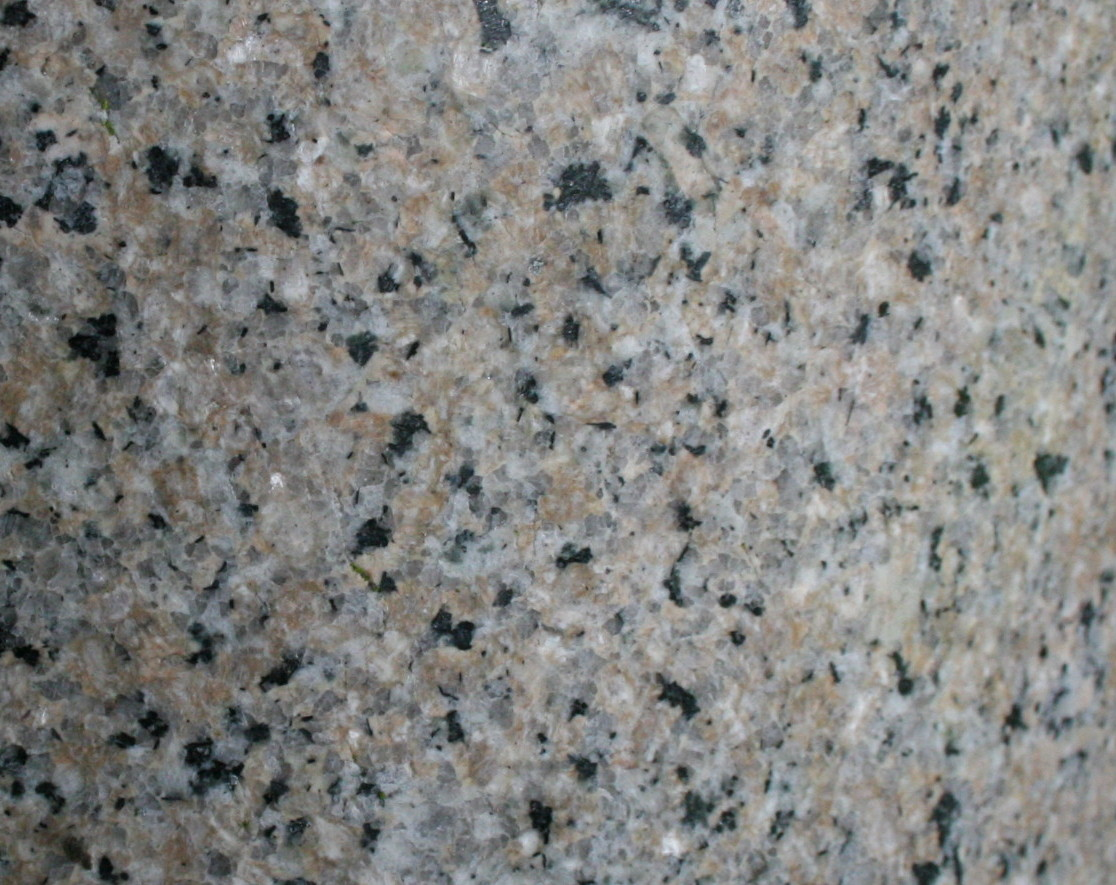
Wurmberg-Granit, Muster ca. 10 × 8 cm

VorkommenDer Steinbruch des Wurmberg-Granits lag etwa 2,5 Kilometer nördlich von Braunlage und 250 Meter hoch auf dem Wurmberg. Es handelt sich um einen blassroten, fein- bis grobkörnigen Granit. Der Steinbruch ist seit dem Frühjahr 1974 nicht mehr ihm Betrieb.
MineralbestandDieser Granit enthält 31 Prozent Quarz, 42 Prozent Alkalifeldspat, 20 Prozent Plagioklas, 7 Prozent Biotit, sowie weniger als 1 Prozent Akzessorien wie Zirkon, Apatit, Rutil, Muskovit und opakte Minerale.

## Königskopf-Granit
VorkommenDer Königskopf-Granit wurde in einem Steinbruch bei Königskrug gewonnen, der dann in den 1960er Jahren aufgelassen wurde. Wegen der heutigen Lage im Nationalpark Harz dürfte es unwahrscheinlich sein, dass er wiedereröffnet wird. Es handelt sich um einen hellroten bis kräftig roten (fleischroten) Granit.
MineralbestandDer Königskopf-Granit enthält 33 Prozent Quarz, 42 Prozent Orthoklas in einer Mineralkorngröße von 2 bis 5 mm bis max. 15 mm, 22 Prozent Plagioklas, 5 Prozent Biotit und 0,7 Prozent Akzessorien.

## Ilsestein-Granit
Der Ilsestein-Granit liegt am Nordrand des Harzes und ist ein Bestandteil des Brocken-Massivs. Er tritt zwischen dem Eckertal und etwa Hasserode als 11 km langer Streifen mit etwa 2 km Breite zu Tage. Dabei besteht das Gestein aus einem deutlich gangförmig intrudierten, kräftig rot gefärbten Gestein. Am Kontakt zum Harzburger Gabbronorit führt der Granit eckige Gabbro-Xenolithe. Das Magma des Ilsestein-Granits soll als letzter Magmenpuls des Brockenkomplexes aufgestiegen sein und ist die quarzreichste Intrusion innerhalb des Brocken-Massivs. Charakteristische Merkmale des Granits sind Verwachsungen zwischen Quarz und Orthoklas. Das Gestein enthält Schwarzen Turmalin sowie zahlreiche 2–5 cm große Drusen mit Füllungen von Quarz, Orthoklas, Albit und anderen Mineralen. Seine Verwendung und Festigkeit als Werkstein ist durch diese Drusen eingeschränkt und er hat daher nur eine lokale Bedeutung.

## Verwendung

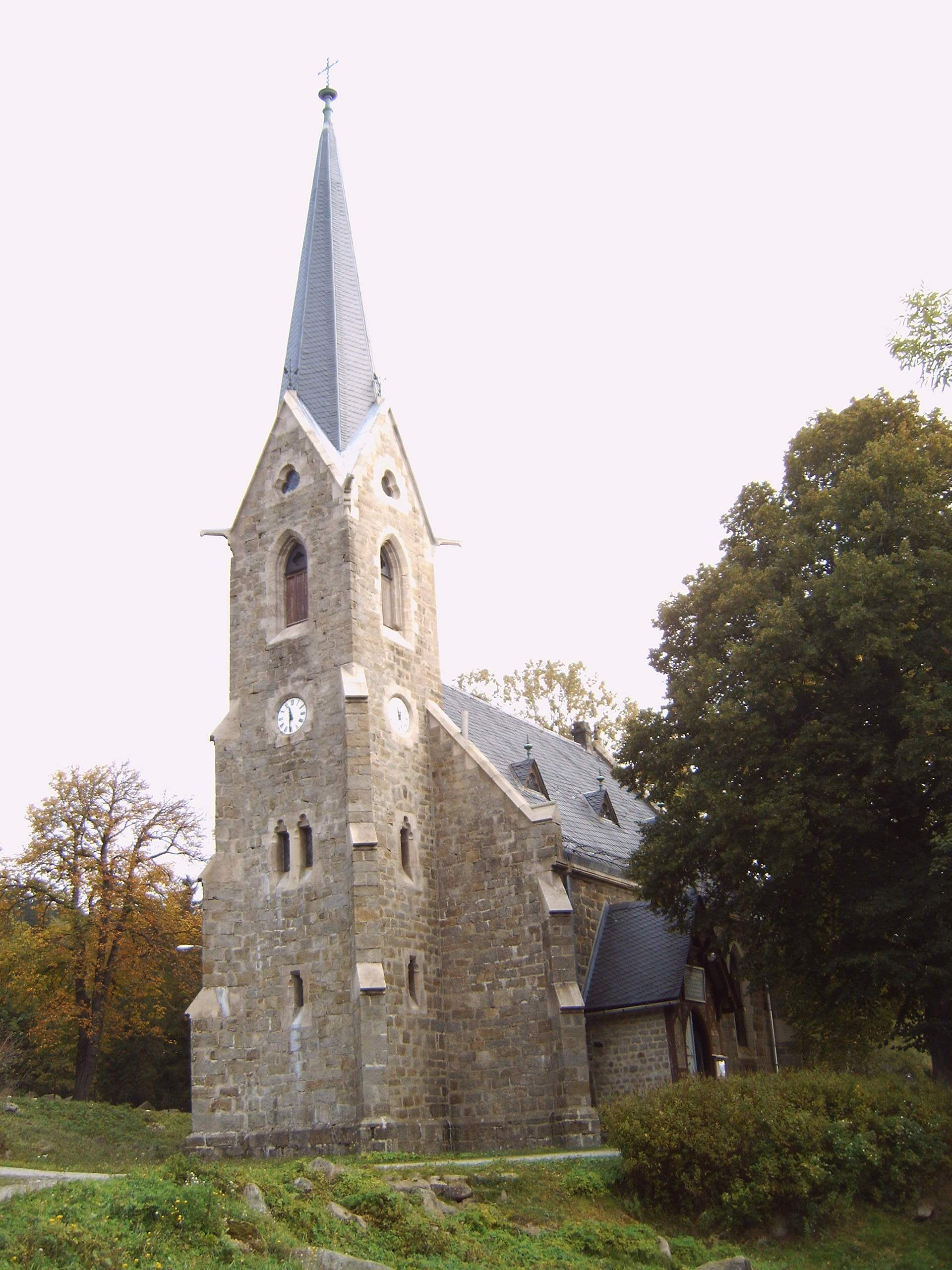
Schierker Bergkirche

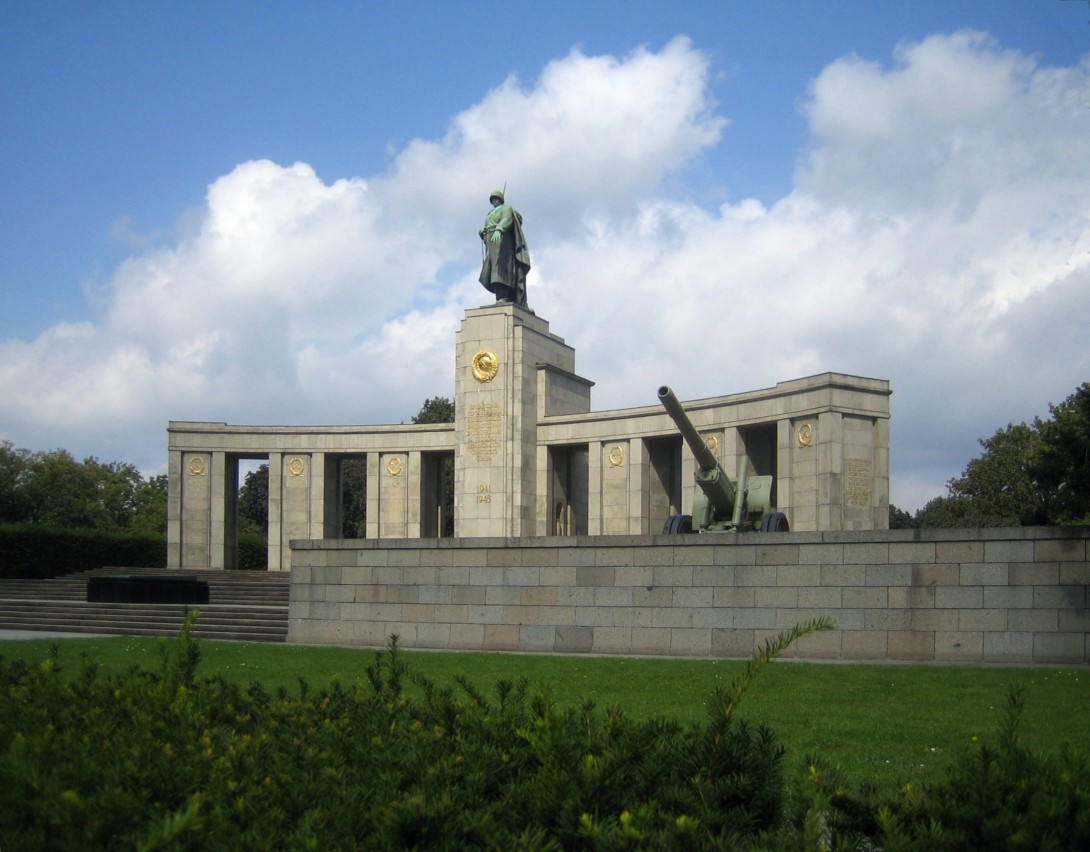
Sowjetisches Ehrenmal in Berlin-Tiergarten aus Harzer Granit mit Bronzefigur eines Soldaten

Die Harzer Granite sind verwitterungsbeständig, polierbar und gegenüber aggressiven chemischen Verbindungen resistent. Aufgrund ihrer technischen Eigenschaften werden sie im Außenbereich und wegen ihres Dekors zum Innenausbau verwendet.
Verwendet wurden diese Granite als massive Werksteine für Brückenbau, Mauerwerke, Tür- und Fenstersimse, Treppenstufen und Bodenplatten, Fassadenverkleidung, Grabsteine, als Pflaster und Packlagen; der Knaupsholz-Granit wird als Granitgrus für den Wegebau im Nationalpark Harz eingesetzt. Zurzeit (Stand 2009) sind lediglich noch die Steinbrüche Knaupsholz und Birkenkopf in Betrieb, mit folgender Verwendung:

### Technische Bauwerke
Straßenbeläge, Pflaster, Mauerwerke und Brückenbauwerke in Niedersachsen und Norddeutschland, Magdeburg, Hamburg und Berlin; Schleusenbauwerke und Uferbefestigungen am Mittelland- und Nord-Ostsee-Kanal.

### Mahnmale und Bauwerke
Mahn- und Gedenkstätten Buchenwald, Ravensbrück und Sachsenhausen; Sowjetische Ehrenmale in Berlin-Tiergarten und Berlin-Treptow; Innenausbau des Schillermuseums in Weimar; Kirche in Schierke; Kulturpaläste der DDR; Deutsche Bank und Rathaustreppe in Wernigerode.